# Melita Abraham
Melita Isidora Abraham Schüssler (San Pedro de la Paz, 7 de julio de 1997) es una remera chilena. Junto con su hermana cuatrilliza Antonia, han ganado varias medallas en campeonatos de grupos de edad, incluido el oro en la pareja sin timonel en el Campeonato Mundial Sub-23 de 2017.

## Trayectoria deportiva
Fue medallista de plata en los Juegos Panamericanos de 2015 en pareja sin timonel y compitió en el evento de doble scull ligero en los Juegos Olímpicos de 2016.
En los Juegos Panamericanos de 2023, realizados en Santiago de Chile y en donde los eventos de remo se desarrollaron en la Laguna Grande en San Pedro de la Paz, obtuvo la medalla de plata junto a su hermana Antonia en los dos pares de remos cortos, obteniendo también otra medalla de plata en los cuatro pares de remos cortos.
En julio de 2024 representó a Chile en los Juegos Olímpicos de París. Melita Abraham es actualmente atleta Red Bull.